# Grundschule Gestorf
Die heutige Grundschule Gestorf stellt die Nachfolge der im 16. Jahrhundert gegründeten Evangelisch-lutherischen Volksschule Gestorf dar und befindet sich in Gestorf, einem Ortsteil der Stadt Springe am Deister. Das heutige, seit 1901 bestehende Schulgebäude steht unter Denkmalschutz und befindet sich östlich des alten Dorfkerns unter der heutigen Adresse Neustadtstraße 31, Ecke Osterfeldstraße.

## Geschichte
Die Schule zu Gestorf wurde im Zuge der Reformation um 1540 eingeführt und anlässlich der 1588 im Ort abgehaltenen zweiten Kirchenvisitation erstmals urkundlich erwähnt. Hierin teilen die Burgmannen zu Gestorf den kirchlichen und fürstlichen Visitatoren zu Wolfenbüttel ihre Bitte mit, das geräumte Rathaus als Schulgebäude zur Verfügung zu stellen, um dieses „mit einem frommen und gelarten Gesellen“ [sic], einem Lehrer zu besetzen, der „die liebe Jugend lesen und schreiben lehren und im Catechismus unterrichten müsse“.
Dieser Schulmeister wirkte zugleich bis 1919 an der Gestorfer evangelischen Kirche als Küster. Über einen Zeitraum von mehr als 200 Jahren hatte er zeitweise mehr als 200 Kindern Unterricht zu erteilen und erst im Jahre 1797 bewilligten die Kirchenoberen, die die Schulaufsicht besaßen, eine zweite Lehrerstelle. Zusätzlich wurde eine sogenannte „Industrieschule“ eingerichtet. Hier unterwies eine Lehrerin die Mädchen im Spinnen, Weben, Stricken, Nähen, Flicken, Stopfen und Plätten. Später wurde diese Schule offiziell in die Volksschule eingegliedert und als Handarbeitsstunde weitergeführt. Aus der Schulchronik geht hervor, dass dem 1. Lehrer und Küster im Jahre 1901 einige insgesamt knapp fünf Hektar große Grundstücke zu dessen alleinigen Nießbrauch zur Verfügung gestellt worden waren.
1874 wird die Schule zwar in Unter-, Mittel- und Oberstufe eingeteilt, bekam aber keine dritte Lehrkraft. 1894 teilten sich zwei Lehrkräfte insgesamt 235 Kinder. Bedingt durch den Geburten- und Einwohnerrückgang sank die Schülerzahl im Jahr 1924 auf 84, stieg danach langsam wieder an, um sechs Jahre nach dem Zweiten Weltkrieg aufgrund des Zuzugs von Vertriebenen aus den deutschen Ostgebieten auf die Rekordhöhe von 258 anzusteigen, für die fünf Lehrkräfte zur Verfügung standen.
Im Schuljahr 2019/20 wurden in der Grundschule Gestorf, die jetzt nur noch die Klassenstufen 1 bis 4 umfasst, ca. 46 Kinder von fünf Lehrkräften in drei Klassen unterrichtet. Die Jahrgänge 1 und 2 sind als Kombi-Klasse zusammengelegt, die Klassen 3 und 4 werden separat beschult.

## Stundenplan

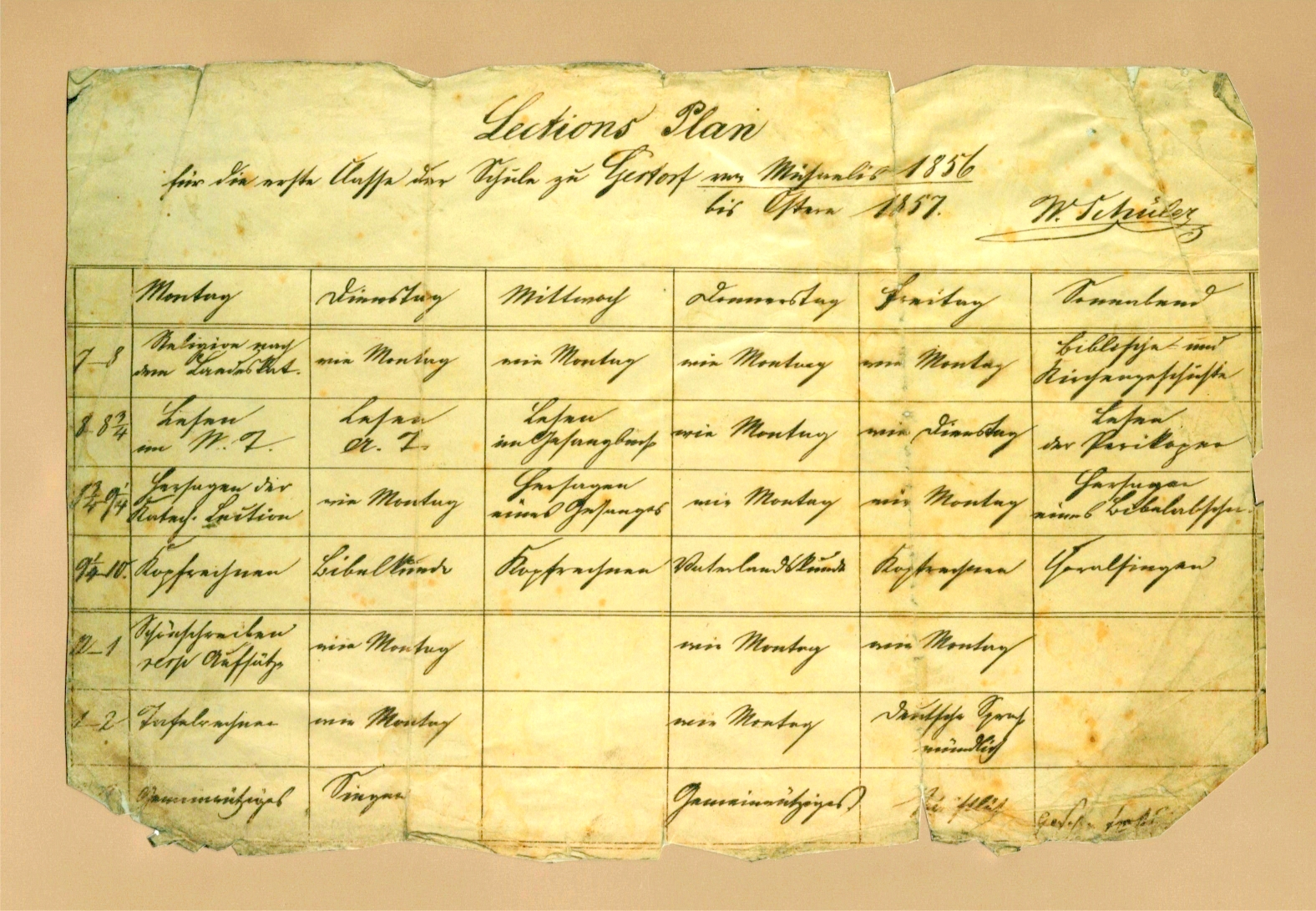
Faksimilé eines „Lections Plans“ (Stundenplans) „für die erste Classe der Schule zu Gestorf von Michaelis 1856 bis Ostern 1857“. Danach bestanden von den 36 Wochenstunden allein 18 aus Religion oder religionskundlichen Fächern

Im „Lections Plan“, einem Stundenplan „für die erste Classe der Schule zu Gestorf von Michaelis 1856 bis Ostern 1857“ bestanden von den 36 Wochenstunden (à 60 Minuten) allein 18 aus Religion oder religionskundlichen Fächern wie „Lesen der Perikopen, Lesen im Alten und Neuen Testament, Hersagen eines Bibelabschnittes, Kirchengeschichte oder Hersagen der Katechismuslektion“. Zudem wurden die Fächer „Vaterlandskunde, Schönschreiben, Tafelrechnen, Lesen eines Gesanges und Gemeinnütziges“ unterrichtet. Später kamen die Fächer „Zeichnen“ und „Weltkunde“ hinzu. Der Unterricht begann montags bis sonnabends morgens um 7 Uhr und endete um 15 Uhr. An den Mittwoch- und Sonnabendnachmittagen fand kein Unterricht statt.
Im Jahre 2020 wurden an der Grundschule Gestorf je nach Schuljahrgang zwischen 20 und 28 Unterrichtsstunden (à 45 Minuten) in den Fächern Deutsch, Mathematik, Sachunterricht, Englisch, Kunst/Textil/Werken, Sport, Musik und Religion von Montag bis Freitag, jeweils an den Vormittagen erteilt.

## 400-Jahr-Feier

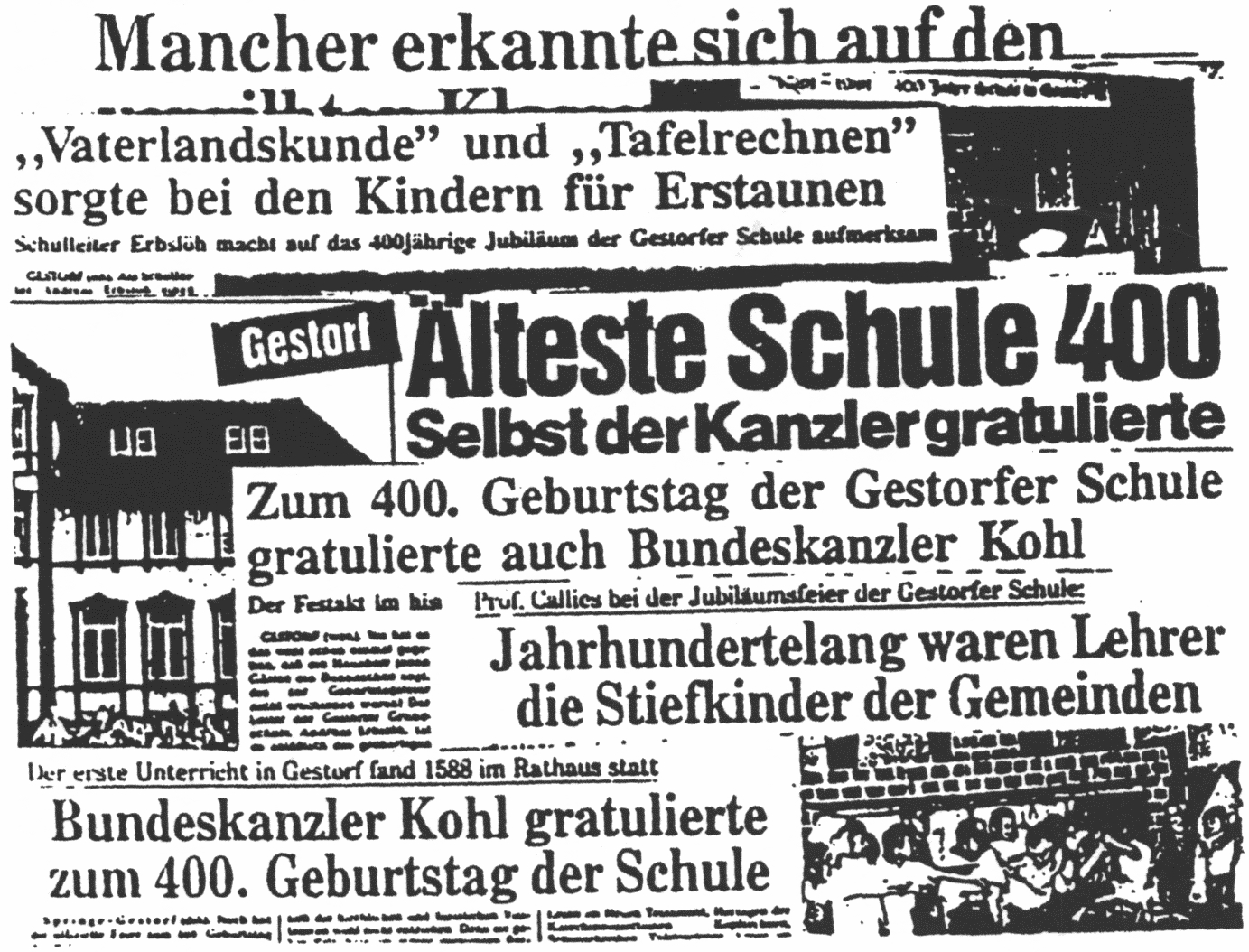
Die 400-Jahr-Feier einer der ältesten Volksschulen erfuhr
große Aufmerksamkeit

Im Jahre 1988 wurde die Schule zu Gestorf 400 Jahre zuvor erstmals urkundlich erwähnt. Das Jubiläumsjahr wurde an drei Tagen festlich begangen. Schriftlich gratulierten Bundeskanzler Helmut Kohl und Ministerpräsident Ernst Albrecht sowie der Bundestagsabgeordnete Lattman. Zum Festakt trugen der Landessuperintendent Badenhop, der Bundestagsabgeordnete Kiehm, die Landtagsabgeordneten Gansäuer und Mientus, Regierungspräsident Jakob, Landrat Hoppenstedt, Bürgermeister Woltmann und Ortsbürgermeister Rowoldt Grußworte bei. Den Festvortrag hielt der Historiker Horst Callies, Universität Hannover, der die 400 Jahre Schulgeschichte anschaulich darzustellen wusste und aufzeigte, wie die Lehrer jahrhundertelang als Stiefkinder der Gemeinden lebten. Die Schule trug mit einer historischen Ausstellung und Darbietungen zum Gelingen der Festtage bei.

## Schulgebäude

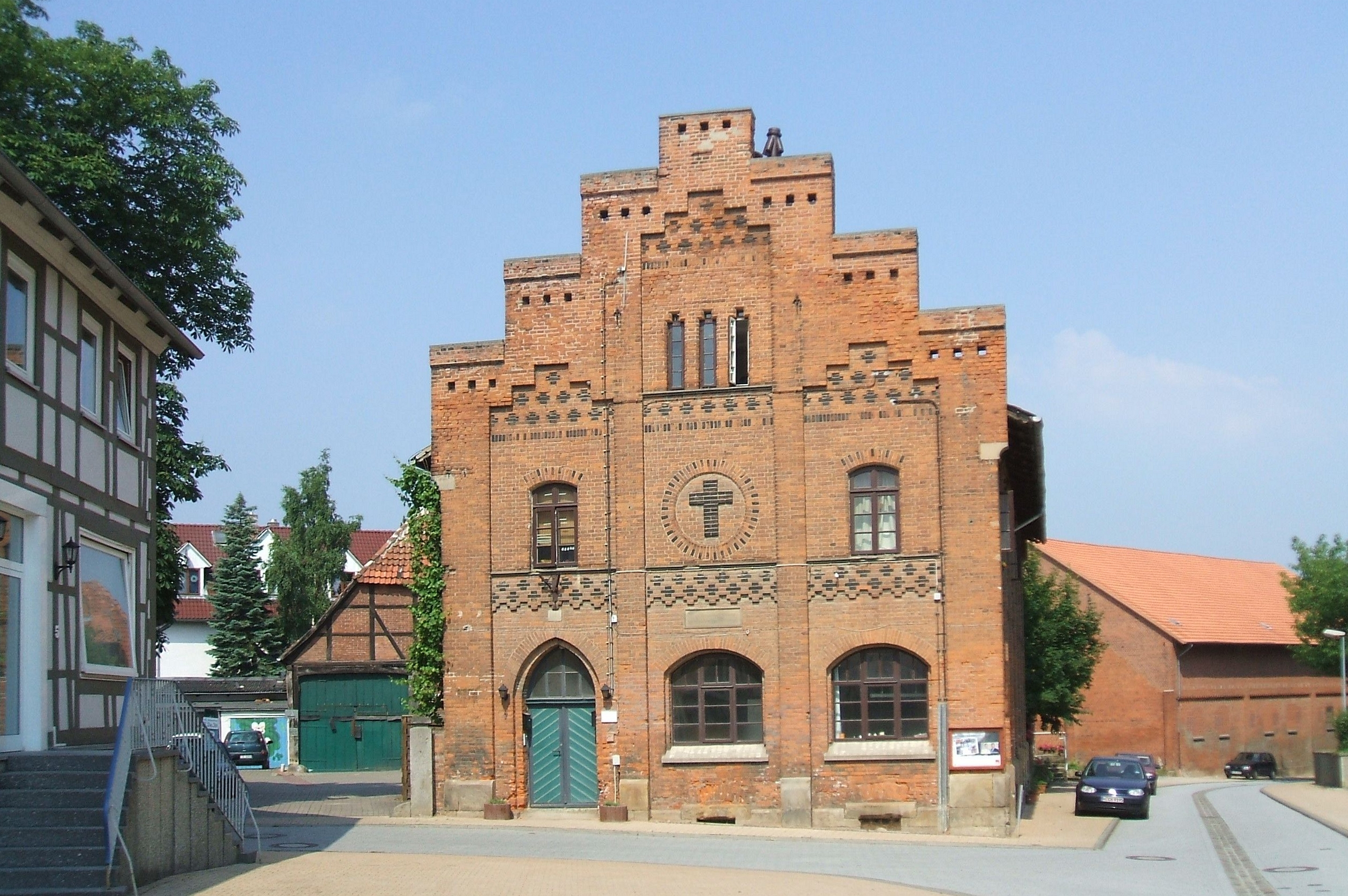
1863 erhielt die Schule ein neues Gebäude im Neorenaissance-Stil

Nachdem der Unterricht zunächst im geräumten Rathaus stattgefunden hatte, erhielt die Schule im 18. Jahrhundert ein eigenes Schulgebäude, bestehend aus einem im Dorfkern gelegenen Fachwerkbau mit Krüppelwalmdach. 1863 wurde durch Conrad Wilhelm Hase gegenüber der Dorfkirche ein größeres Gebäude, ein Klinkerbau im Neorenaissance-Stil errichtet. Um 1900 wurden in Preußen zahlreiche Schulneubauten aus Ziegelstein errichtet, deren Fassaden durch verputzte Felder, Ecklisenen, Gesimsen und Fenstergewände gegliedert wurde. 1901 erhielt die Volksschule zu Gestorf ein solches Gebäude. Der anfänglich am seitlichen Erkerhaus eingelassene Eingang wurde später durch ein Fenster geschlossen.